# Захарчук, Иван Александрович
Иван Александрович Захарчук (род. 7 мая 1989, Амдерма, Архангельская область) — российский хоккеист, нападающий.

## Биография
Родился в Амдерме, где служили лётчиками дед по материнской линии и отец. В возрасте двух лет с семьёй переехал в Самару. Есть два старших брата. Максим (род. 1985) в сезонах 2001/02 — 2005/06 играл за ЦСК ВВС-2 Самара, завершил карьеру из-за травм спины и колена, стал детским тренером. Степан (род. 1986) также хоккеист.
Восемь первых сезонов карьеры отыграл в самарских ЦСК ВВС-2 (2005/06 — 2009/10) и ЦСК ВВС (2008/09 — 2012/13). Выступал в РХЛ за «Славутич» Смоленск (2013/14) и в ВХЛ за «Молот-Прикамье» Пермь (2014/15 — 2015/16). Перед сезоном 2016/17 перешёл в клуб КХЛ «Сочи». 26 октября 2017 года расторг по обоюдному согласию контракт с «Сочи» и перешёл в «Торпедо» Нижний Новгород. 27 июня 2018 года подписал двустороннее однолетнее соглашение с череповецкой «Северсталью». 18 ноября 2019 года расторг контракт по соглашению сторон и на следующий день перешёл в хабаровский «Адмирал». Провёл пять матчей, и 20 декабря клуб расторг соглашение. Играл в ВХЛ за «Югру» (до конца сезона 2019/20), «Южный Урал» Орск (2020/21), «Молот» (2021/22). В сезоне 2022/23 выступал в Кубке Казахстана за «Арлан» Кокшетау и в чемпионате Казахстана за клубы «Сарыарка» Караганда и «Бейбарыс» Атырау.